# Recherche, assistance, intervention, dissuasion
El RAID es una unidad de élite de la policía nacional francesa fundada en 1985. Su nombre tiene que ver con la palabra «raid», que designa un asalto militar. Posteriormente, y por retroacronimia, se derivó un nuevo significado a las iniciales: Recherche, Assistance, Intervention, Dissuasion («Investigación, asistencia, intervención, disuasión»).
Creado por el comisario Ange Mancini (quien lo dirigió hasta 1990), el RAID participa en la Unidad de Coordinación de la Lucha Antiterrorista (UCLAT) y, tanto como los Grupos de Intervención de la Policía Nacional (GIPN), forma parte de las Fuerzas de Intervención de la Policía Nacional (FIPN). 
El RAID opera en la totalidad del territorio francés. Interviene principalmente en situaciones de máxima gravedad cuando se requieren técnicas y medios específicos para neutralizar individuos especialmente peligrosos, bien negociando con ellos, bien interviniendo directamente. Su papel es mayor en situaciones de crisis, como secuestros con rehenes, fugitivos atrincherados o detenciones de delincuentes peligrosos. También trabaja con las unidades dedicadas a la lucha antiterrorista, especialmente en labores de seguimiento e información de grupos o personas susceptibles de cometer actos terroristas en suelo francés.

## Organización
Depende del director general de la Policía nacional. Actúa en todo el territorio francés, pero para ciertas intervenciones los GIPN -disueltos, actualmente integrados en el RAID- (fuera de París) y en París, la Brigada de busca e intervención (BRI) están desplegados inicialmente y solo si la situación requiere más medios interviene el RAID.

## Medios

### Presupuesto
Para el año 2009 el presupuesto para gastos corrientes y para material era de 2,02 millones de euros. También disponía de fondos adicionales de 85,000 euros para adquirir material adicional y 70,000 euros para gastos de formación

## Operaciones
- Detención del jefe de Action Directe en 1987
- Secuestro de niños por la “Bomba Humana” en Neuilly-sur-Seine.
- Operación contra el GIA en Roubaix en 1996.
- Detención de Yvan Colonna en 2003[3]
- Detenciones de numerosos líderes y miembros de ETA en el país Vasco francés y en Auvergne en 2009 y 2010
- Operación para capturar Mohammed Merah, autor de una serie de asesinatos en Toulouse en 2012.
- Operación para detener a la cúpula del aparato militar de ETA (Izaskun Lesaka y J. Iturbide) en Mâcon (cerca de Lyon) en octubre de 2012. Dicha operación se realizó en apoyo a la Guardia Civil.
- Operación para rescatar a rehenes capturados en un hipermercado Kosher en París en enero de 2015.